# Pierre Jouguet
Pierre Félix Amédée Jouguet (né à Bessèges le 14 mai 1869 et mort à Paris le 9 juillet 1949) est un helléniste, archéologue, épigraphiste et historien de l'Égypte ptolémaïque et de l'Égypte romaine français.

## Biographie
Il fait ses études à l'École normale supérieure et obtient l'agrégation de grammaire en 1893. Membre de l'École d'Athènes (1893-1896), il est détaché à l'Institut français d'archéologie orientale du Caire et fouille à Médinet Habou, Ghôran et Magdola. 
Maître de conférences de grammaire et philologie à la Faculté des lettres de Lille, il est le fondateur en 1901 de l'Institut de papyrologie qu'il dirigera jusqu'en 1919. 
Professeur d'histoire ancienne et de papyrologie à Lille (1911-1914 puis 1918-1920), directeur d'études de philologie grecque à l'École pratique des hautes études, il enseigne la papyrologie à la Sorbonne (Faculté des lettres de Paris) de 1920 à 1933. 
Directeur de l'Institut français d'archéologie orientale du Caire (1928-1940), il met en place de nombreuses relations et des missions internationales. Professeur à l'Université Fouad Ier (1937-1949), il forme de nombreux savants égyptiens. Il devient ensuite conseiller culturel à l'Ambassade de France au Caire et organise l'Institut de la recherche hellénique à Alexandrie (1947). 
Pierre Jouguet contribue régulièrement à la Revue des études grecques, à la Revue des études anciennes, au Bulletin de correspondance hellénique, à la Revue de philologie, à la Revue des études latines, à la Revue égyptologique, à l'Égypte ancienne, à Archiv fur Papyrusforschung, etc. 
Il est inhumé au cimetière du Père-Lachaise (44e division).

## Publications
- « Ostraka du Fayoum », dans Bulletin de l'institut français d'archéologie orientale, 1902
- La vie municipale dans l'Égypte romaine, Paris, Fontemoing et Cie éditeurs, coll. « Bibliothèque des Écoles françaises d'Athènes et de Rome no 104 », 1911, XLII & 494 (lire en ligne)
- La Vie municipale dans l’Égypte romaine, avec P. Collart, J. Lesquier et M. Xonal, 1911
- Les Papyrus grecs de Lille, 2 vols., 1907-1912
- L'Impérialisme macédonien et l'hellénisation de l'Orient, 1926
- L’Égypte gréco-romaine de la conquête d'Alexandre à Dioclétien, 1932
- « L’Égypte ptolémaïque », dans Gabriel Hanotaux, Histoire de la nation égyptienne, 1933
- L’Égypte dans les premières civilisations méditerranéennes, avec G. Fougères, 1935
- L’Égypte alexandrine, 1940
- L'Athènes de Périclès et les destinées de la Grèce, 1941
- À la Grèce. Aux grecs, 1944

## Distinctions

### Décorations
- Chevalier de la Légion d'honneur en 1923.
- Commandeur de la Légion d'honneur

### Récompense
- Correspondant de l'Académie des inscriptions et belles-lettres depuis 1919, il est élu membre ordinaire en 1927.